# Lingua innu
La lingua innu o innu-aimun o montagnais appartiene alla famiglia linguistica algonchina ed è parlata da circa 11000 persone, di etnia Innu, in Labrador e Quebec nel Canada orientale. Fa parte del gruppo delle lingue cree e, a seconda della comunità, ne esistono vari dialetti.

## Letteratura

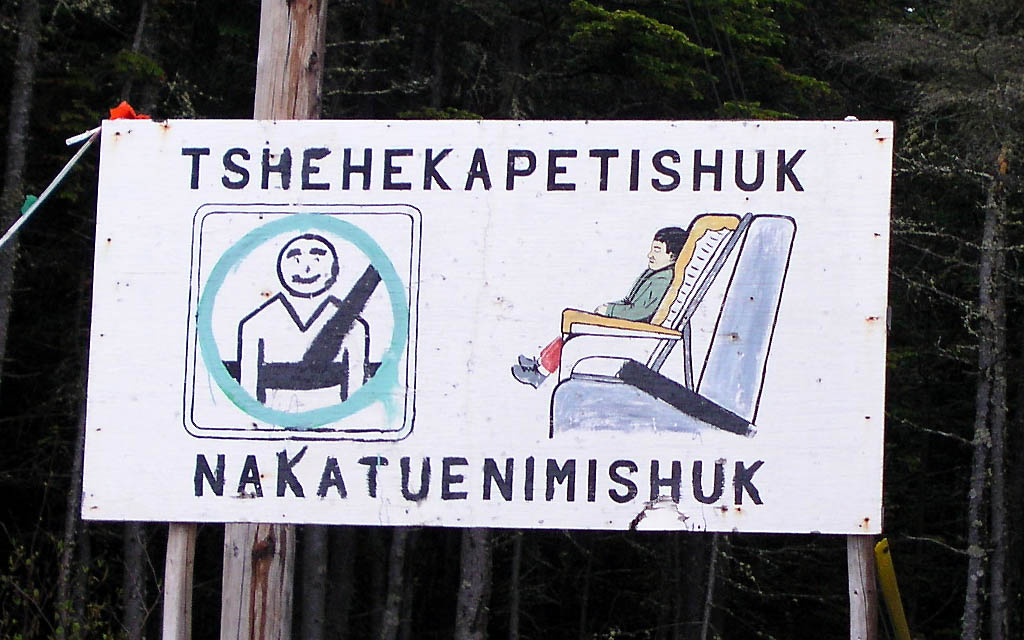
"Allacciate le cinture vostri figli", cartello in Innu-aimun, nella riserva di Pointe-Parent nei pressi di Natasquan, Quebec.

Negli ultimi anni, l'innu-aimun ha avuto un ruolo considerevole nella cultura popolare del Canada e della Francia, a causa del successo del gruppo rock dei Kashtin e della successiva carriera solistica dei due fondatori, Claude McKenzie e Florent Vollant, che hanno inciso canzoni di successo con testi in Innu, tra cui: Ish-kuess ("Ragazza"), E Uassiuian ("La Mia Infanzia"), Tipatshimun ("canzone del diavolo") ed in particolare Akua tuta ("Prenditi cura di te"), che era contenuta nella colonna sonora della popolare serie televisiva Due South - Due poliziotti a Chicago e nel documentario The Native Americans, facendo del brano il più ascoltato tra quelli con testo in lingue native nordamericane.  Florent Vollant ha anche reinterpretato alcuni noti canti natalizi, traducendoli in lingua innu, nell'album Nipaiamianan del 1999.
Nel 2013 è stato pubblicato un "Dizionario pan-innu", che comprendeva tutti i dialetti innu parlati tra Quebec e Labrador, tradotti in inglese e francese.

## Fonologia
L'innu-aimun possiede i seguenti fonemi (scritti usando l'ortografia standard, con l'equivalente fonologico IPA):
|           | Bilabiale | Alveolare | Postalveolare | Velare  | Velare     | Glottale |
| Piana     | Bilabiale | Alveolare | Postalveolare | Labiale |            | Glottale |
| --------- | --------- | --------- | ------------- | ------- | ---------- | -------- |
| Nasale    | m /m/     | n /n/     |               |         |            |          |
| Occlusiva | p /p/     | t /t/     | tsh /tʃ/      | k /k/   | kᵘ/ku /kʷ/ |          |
| Fricativa |           | ss /s/    | sh /ʃ~s/      |         |            | (h /h/)  |
| Laterale  |           | (l /l/)   |               |         |            |          |

/l/ viene scritta come n in ortografia standard ed esiste solo in due dialetti occidentali Mashteuiatsh e Betsiamites. Gli altri dialetti usano /n/.
The voiceless plosive are voiced to [b d j ɡ ɡʷ] between vowels.
- Vocali Lunghe: î /i/, e /e~ɛ/, â /a/, û /o/
- Vocali brevi: i /ɪ~ə/, a /ʌ~ə/, u /o~ʊ~u/

## Grammatica
L'innu-aimun è una Lingua polisintetica, con un ordine sintattico abbastanza libero. I sostantivi sono raggruppati in due generi grammaticali: animati ed inanimati, e possono avere degli affissi che indicano pluralità, possesso, "obliatività" e luogo.
I verbi sono divisi in quattro classi basate sulla loro transitività: intransitivo animato (AI), intransitivo inanimato (II), transitivo inanimato (TI) e transitivo animato (TA). I verbi possono avere affissi indicanti accordo (tra soggetto ed oggetto), tempo, modo e inversione linguistica.

## Dialetti
L'innu-aimun è strettamente correlato con le lingue cree orientali (lingua cree nordorientale Īyiyū Ayimūn e lingua cree sudorientale Īnū Ayimūn) parlato dai Cree della Baia di James, tra Quebec ed Ontario e con la lingua atikamekw (Nēhinawēwin e Nehirâmowin) degli Atikamekw (‘Nehiraw', ‘Nehirowisiw').
L'innu-aimun è diviso in quattro dialetti:
- - Montagnais meridionale (Mashteuiatsh e Betsiamites)
- - Montagnais orientale (Mingan, Natashquan, La Romaine, Pakuashipi)
- - Montagnais centrale (Sept-Iles e Maliotenam, Matimekosh)
- - Montagnais del Labrador (Sheshatshit)

I locutori dei vari dialetti sono in grado di intendersi bene con gli altri gruppi.

## Esempi

### Estratto di un testo in montagnais
- Testo
  - Mashten-atushkan nene, katshi unian ekue mitshishuian. Atauitshuapit ekue ituteian. Mina nitaiati tshetshi minaputsheian. Nimishta-aiati.
  - Katshi takushinian nitshinat, ekue minaputsheian. Nimishta-minaputsheti. Katshi tshishi-minaputsheian ekue tshishtapunitishuian. Nuitsheuakan peiku nitaimikuti tshetshi natshi-kutueiat.
- Traduzione italiana
  - Domenica scorsa, dopo essermi alzato, ho mangiato. Poi sono andato al negozio. Ho comprato dei frutti di bosco per fare la marmellata. Ne ho comprato parecchi.
  - Ho fatto marmellata a casa. Ne ho fatta un sacco. Dopo aver finito, mi sono lavato. Uno dei miei amici mi ha chiamato per andare a fare un pic-nic.

### Espressioni correnti
- Innu-aimi ma! - Parla in Innu!
- Kuei! - Buongiorno!
- Tan eshpanin? - Come va?
- Niminupanin - Io sto bene
- Miam = Va tutto bene
- Tan eshinikashuin? ou Tan eshinikatikauin? - Come ti chiami?
- Auen tshin? = Chi sei?
- Tanite uetshipanin? - Da dove vieni?
- Tan etatupipuneshin? - Quanti anni hai?
- Tshekuan etutamin? - Cosa fai?
- Apu tshekuan tutaman - Non faccio niente
- Eshe - Si
- Mauat - No
- Tshinashkumitin - Grazie (Ti ringrazio)
- Iame o Niaut - Arrivederci
- Tanite etat? - Dov'è ? (oggetto animato)
- Tanite tekuak? - Dov'è ? (oggetto inanimato)
- Tshekuan ma? - Perché?
- Tanite nana etutamin nitassi? - Cosa fai nel mio paese?